# Liste der Kulturdenkmale in Klein Nordende
In der Liste der Kulturdenkmale in Klein Nordende sind alle Kulturdenkmale der schleswig-holsteinischen Gemeinde Klein Nordende (Kreis Pinneberg) und ihrer Ortsteile aufgelistet (Stand: 10. März 2025).

## Legende
In den Spalten befinden sich folgende Informationen:
- Objekt-ID: die Nummer des Kulturdenkmales
- Lage: die Adresse des Kulturdenkmales und die geographischen Koordinaten. Kartenansicht, um Koordinaten zu setzen. In der Kartenansicht sind Kulturdenkmale ohne Koordinaten mit einem roten Marker dargestellt und können in der Karte gesetzt werden. Kulturdenkmale ohne Bild sind mit einem blauen Marker gekennzeichnet, Kulturdenkmale mit Bild mit einem grünen Marker.
- Offizielle Bezeichnung: Bezeichnung des Kulturdenkmales
- Beschreibung: die Beschreibung des Kulturdenkmales
- Bild: ein Bild des Kulturdenkmales

## Ehemalige Kulturdenkmale
Bis zum Inkrafttreten der Neufassung des schleswig-holsteinischen Denkmalschutzgesetzes am 30. Januar 2015 waren in der Gemeinde Klein Nordende nachfolgend aufgeführte Objekte als Kulturdenkmale gemäß §1 des alten Denkmalschutzgesetzes (DSchG SH 1996) geschützt:
| Objekt-ID | Lage                                        | Offizielle Bezeichnung         | Beschreibung | Bild            |
| --------- | ------------------------------------------- | ------------------------------ | ------------ | --------------- |
|           | Holstendorf 1 (53° 43′ 23″ N, 9° 37′ 58″ O) | Wohn- und Wirtschaftsgebäude   |              | Fotos hochladen |
|           | Rotenlehm 1 (53° 43′ 35″ N, 9° 40′ 43″ O)   | Ehemalige Ziegelei „Rotenlehm“ |              | Fotos hochladen |

## Nicht mehr erhaltene ehemalige Kulturdenkmale
| Objekt-ID | Lage                                    | Offizielle Bezeichnung       | Beschreibung                                                                                  | Bild            |
| --------- | --------------------------------------- | ---------------------------- | --------------------------------------------------------------------------------------------- | --------------- |
|           | Sandweg 6 (53° 43′ 45″ N, 9° 38′ 41″ O) | Wohn- und Wirtschaftsgebäude | Erbaut 1750. Bei einem Brand in der Nacht vom 17. auf den 18. Juli 2020 vollständig zerstört. | Fotos hochladen |